# Субраманиан Чандрасекар
Субраманиан Чандрасекар (на тамилски: சுப்பிரமணியன் சந்திரசேகர்; на хинди: सुब्रह्मण्यन् चंद्रशेखर; на английски: Subrahmanyan Chandrasekhar) е американски астрофизик и физик-теоретик от индийски произход, носител на Нобелова награда за физика за 1983 г.

## Биография
Субраманиан Чандрасекар е роден на 19 октомври 1910 г. в Лахор, Британска Индия (днес Пакистан). През 1933 г., защитава докторат в Тринити Колидж в Кеймбриджкия университет, след което преподава там няколко години. От 1937 до смъртта си Чандрасекар работи в Чикагския университет.
Научната му работа включва изследвания в областите хидродинамика, астрофизика, обща теория на относителността, лъчение.
През 1983 г. получава Нобелова награда за физика за своите изследвания за структурата и еволюцията на звездите (граница на Чандрасекар).
Умира на 21 август 1995 г. в Чикаго на 84-годишна възраст.